# Alberto Cento
Alberto Cento (Pollenza, 1920 – Napoli, 1968) è stato un francesista italiano.

## Biografia
Si laureò a Roma nel 1945 con una tesi su Stendhal moralista, relatore Pietro Paolo Trompeo. Tra il 1947 e il 1949 fu Lettore di italiano all'Università di Tolosa, poi, rientrato in Italia, insegnò al Liceo Parini di Milano. Nel 1957  fu assistente all'Istituto Universitario Orientale e nel 1961 passò all'Università di Napoli, dapprima come incaricato, infine come ordinario di Lingua e letteratura francese.
Nella prima parte della sua carriera si occupò di Stendhal, mentre nella seconda la sua attività si concentrò su Flaubert. Notevoli pure i suoi lavori su Molière e Montaigne, del quale tradusse il Viaggio in Italia (Parenti 1958, poi Laterza 1972).